# High Voltage Tour
La gira High Voltage (en español: Alto Voltaje) fue la cuarta gira mundial de conciertos de la cantante y actriz mexicana Thalía, realizada en promoción de su disco Greatest Hits. Llevada a cabo en el año 2004, esta gira marcó el debut de la cantante latina en los escenarios de Estados Unidos, al ser la primera vez que se presenta en concierto en ese país. La gira también recorrió algunas ciudades de México.

## Información de la gira
High Voltage Tour fue la cuarta gira de conciertos de la actriz y cantante mexicana Thalía, la cual fue realizada en promoción de su disco Greatest Hits, el cual reúne sus más grandes éxitos desde el inicio de su larga relación laboral con EMI Music en 1994. Durante los conciertos, Thalía también interpretó canciones de sus primeras grabaciones como solista, así como canciones de su época con el grupo juvenil Timbiriche.
Thalía había comentado en más de una ocasión que su concierto sería todo un espectáculo, con vestuario, luces robóticas, coreografías y demás. Pero lejos de mega producciones como los importantes espectáculos mundiales concebidos por artistas de gran peso internacional como Madonna, Kylie Minogue, Christina Aguilera, Britney Spears, o Shakira, High Voltage Tour fue un espectáculo simple y básico en cuanto a su concepción y puesta en escena. En cuanto al talento artístico que acompañó a Thalía a lo largo de la gira, los conciertos contaron con 2 coristas, 12 bailarines, y 5 músicos. El escenario era de dos pisos y contaba con varias pantallas gigantes.
The Hershey's Company, la compañía fabricadora de chocolates más grande de Estados Unidos, fue la patrocinadora de los conciertos High Voltage, y la producción de los mismos estuvo a cargo de Clear Channel Entertainment y Televisa Music Promotion.

## Repertorio
1. "Introducción" (contiene elementos de Love)
2. "Reencarnación"
3. "Regresa a mí"
4. "Me pones sexy"
5. "Medley": 
  1. "Un pacto entre los dos"
  2. "Amarillo Azul"
  3. "Noches sin luna"
  4. "En La Intimidad"
  5. "Gracias a Dios"
  6. "Quinceañera"
  7. "Pienso en ti"
  8. "Fuego cruzado"
  9. "Sangre"
  10. "Si no es ahora"
  11. "No sé si es amor"
6. "Don't Look Back" (en ciertos conciertos de México y Estados Unidos)
7. "Entre el mar y una estrella"
8. "No me enseñaste"
9. "Acción y reacción"
10. "Tú y yo"
11. "Cerca de ti"
12. "Mujer Latina" (Interlude)
13. "Marimar"
14. "Rosalinda"
15. "María la del barrio"
16. "Amor a la mexicana"
17. "Piel morena"
18. "Arrasando"
19. "¿A quién le importa?"

## Difusiones y grabaciones
De esta gira no existe ninguna grabación o registro oficial en vídeo VHS o DVD, así como tampoco existe registro en audio. 
Por otro lado, el videoclip realizado para la canción "Acción y reacción", primer sencillo comercial de difusión del disco Greatest Hits, es una compaginación de imágenes de los mejores momentos de los conciertos de High Voltage, en donde se muestran escenas en vivo y escenas de backstage, inclusive los fanáticos de Thalía. El audio utilizado para el videoclip no es en vivo, sino la pista de audio original de esa canción. 
Este vídeo es, de alguna manera, el único registro "oficial" de esta gira de conciertos, y se encuentra disponible en la versión DVD del álbum El sexto sentido, lanzado en 2005. 
Por último, debido a la insistencia de sus seguidorers que la cuestionaban al respecto, Thalía había manifestado en varias entrevistas que tenía intenciones de lanzar un DVD de la gira High Voltage, pero eso nunca llegó a materializarse pues nunca existieron intenciones reales de filmar alguna de las fechas de la gira para su posterior difusión en televisión y publicación en DVD.

## Producción del Tour
Clear Channel Entertainment / Televisa Music Promotion, también conocido como Vívelo! fueron los productores de la gira de conciertos en México y los Estados Unidos; E&M Escalante/Mateos Producciones también estuvieron a cargo de la gira en México.

## Patrocinadores
- Guadalajara

Hotel Hilton
- México

Fábricas Francia
Puntomedio
Planeta 94.7
De la Rosa
Botanas Leo
Liverpool
- Estados Unidos

Hershey

## Curiosidades
- En el concierto de Ciudad de México, los cantantes Diego Shoenning y Mariana Garza, ambos exintegrantes del grupo Timbiriche, se unieron a Thalía para interpretar juntos la canción "No Se Si Es Amor".

- En el tramo norteamericano de la gira, el rapero Fat Joe se unió a Thalía para interpretar juntos la canción "I Want You".

- En el concierto de Guadalajara, México, hubo problemas con la iluminación. Por un momento se apagaron todas las luces. El equipo de sonido de Thalía no llegó a tiempo. Una lluvia de confeti cayó sobre la audiencia pero estos se prendieron en fuego cuando fueron alcanzados por los efectos pirotécnicos.

- En el concierto de Ciudad de México, durante el tema "Arrasando", a Thalía se le rompió el pantalón.

- En el concierto de Toluca, estuvieron presentes Yolanda Andrade y Monserrat Oliver.

- En el concierto de Nueva York, las personalidades que se rumoran estaban presentes se encuentran Francis Lawrence y Beyonce Knowles, además de Tommy Mottola. Entre el público se pudo notar la presencia de mexicanos, puertorriqueños, colombianos y estadounidenses.

- También asistieron a ver el show de la estrella mexicana su madre Yolanda Miranda, su hermana Laura Zapata, su sobrina Camila Sodi, Gloria Ruiz madre de Gloria Trevi , Mitzy, Juan José Origel, Michel Castro, Pedro Damián, entre otras famosas personalidades del espectáculo.

### En sus palabras
- En el ensayo, me di cuenta que la mitad de mi equipo de luces y sonido no había llegado sino que se había quedado atascado en aduanas. Así que, hicimos lo que pudimos y con más coraje y ganas que nunca preparamos un concierto increíble en la Plaza de Toros. La Plaza estaba atascada de público, un público impresionante y lleno de energía.

- Sin duda, cantar en el Auditorio Nacional fue uno de los conciertos que más dio vueltas en mi cabeza durante los últimos años. La noche antes del concierto no pude dormir por todos los sentimientos encontrados – amor, nervios y felicidad. Así que, el día del show nos encomendamos a Dios para que presentáramos el mejor de los espectáculos y así fue. El show en el Auditorio Nacional nunca lo olvidaré, ya que el auditorio estaba a reventar con toda mi gente. Para mi sorpresa, estuvieron presentes Diego Shoening y Mariana Garza, ex compañeros de Timbiriche, y los invité al escenario a cantar conmigo la canción «No sé si es amor». También se encontraban presentes mi familia y muchos de mis compañeros del medio. Fue un show perfecto que ha llenado de orgullo y felicidad a todo el equipo de la gira Alto Voltaje.
- Me siento excitada y feliz ante este público hermoso de Guadalajara, estoy muy feliz de iniciar mi gira aquí. Esta noche son toditos para mí. Me los voy a comer a todos. Me los voy a llevar a mi casa.

## Fechas de la gira
Thalía presentó 13 conciertos en doce ciudades, de dos países. Comenzó el 27 de abril de 2004 en Guadalajara, México, Toluca,y terminó el 16 de mayo de ese mismo año en San Jose, Estados Unidos.